# Блок 7
 Блок 7 је насеље и један од стамбених блокова који се налази на Новом Београду.

## Опште информације
Насеље се граничи са блоковима 7а, 8а, 8 и 5. Оивичено је улицама Луја Адамича, Џона Кенедија, Улица Отона Жупанчича и  Булеваром маршала Толбухина.
У оквиру самог насеља налази се и улица Сремских одреда. Припада насељу Павиљони, а богато је зеленим површинама, па се поред стамбених зграда у њему налази и велики број парковских површина. У Блоку 9а налази се и ОШ „Надежда Петровић”.